# Liste des histoires du Petit Nicolas
Cette Liste des histoires du Petit Nicolas recense les 223 histoires du Petit Nicolas. Les histoires ont été écrites par René Goscinny et illustrées par Jean-Jacques Sempé. La plupart d'entre elles sont publiées de 1959 à 1964 dans le journal Pilote. Elles sont toutes rassemblées (sauf une) dans huit recueils, de 1960 à 2009. La liste est triée selon l'ordre dans les recueils.
| Titre                             | Première publication | Recueil                                                                           |
| --------------------------------- | --- | --------------------------------------------------------------------------------- |
| Un souvenir qu'on va chérir       | Pilote n° 8, 17 décembre 1959 (sous le titre La photo de la classe)                                                             | Le Petit Nicolas (1960)                                                           |
| Les Cow-boys                      | Pilote n° 26, 21 avril 1960 | Le Petit Nicolas (1960)                                                           |
| Le Bouillon                       | Pilote n° 27, 28 avril 1960 | Le Petit Nicolas (1960)                                                           |
| Le Football                       | Pilote n° 5, 26 novembre 1959                                                                                                   | Le Petit Nicolas (1960)                                                           |
| On a eu l'inspecteur              | Pilote n° 22, 24 mars 1960 | Le Petit Nicolas (1960)                                                           |
| Rex                               | Pilote n° 14, 28 janvier 1960                                                                                                   | Le Petit Nicolas (1960)                                                           |
| Djodjo                            | Pilote n° 20, 10 mars 1960 | Le Petit Nicolas (1960)                                                           |
| Le Chouette Bouquet               | Pilote n° 23, 31 mars 1960 | Le Petit Nicolas (1960)                                                           |
| Les Carnets                       | Pilote n° 31, 26 mai 1960 | Le Petit Nicolas (1960)                                                           |
| Louisette                         | Pilote n° 28, 5 mai 1960 | Le Petit Nicolas (1960)                                                           |
| On a répété pour le ministre      | Pilote n° 37, 7 juillet 1960 | Le Petit Nicolas (1960)                                                           |
| Je fume                           | Pilote n° 24, 7 avril 1960 | Le Petit Nicolas (1960)                                                           |
| Le Petit Poucet                   | Pilote n° 15, 4 février 1960 | Le Petit Nicolas (1960)                                                           |
| Le Vélo                           | Pilote n° 32, 2 juin 1960 | Le Petit Nicolas (1960)                                                           |
| Je suis malade                    | Pilote n° 4, 19 novembre 1959                                                                                                   | Le Petit Nicolas (1960)                                                           |
| On a bien rigolé                  | Pilote n° 29, 12 mai 1960 | Le Petit Nicolas (1960)                                                           |
| Je fréquente Agnan                | Pilote n° 7, 10 décembre 1959                                                                                                   | Le Petit Nicolas (1960)                                                           |
| M. Bordenave n'aime pas le soleil | | Le Petit Nicolas (1960)                                                           |
| Je quitte la maison               | Pilote n° 12, 14 janvier 1960                                                                                                   | Le Petit Nicolas (1960)                                                           |
| Alceste a été renvoyé             | Pilote n° 85, 8 juin 1961 | Les Récrés du petit Nicolas (1961)                                                |
| Le nez de tonton Eugène           | Pilote n° 76, 6 avril 1961 | Les Récrés du petit Nicolas (1961)                                                |
| La montre                         | Pilote n° 38, 14 juillet 1960                                                                                                   | Les Récrés du petit Nicolas (1961)                                                |
| On a fait un journal              | Pilote n° 74, 23 mars 1961 (sous le titre Le journal)                                                                           | Les Récrés du petit Nicolas (1961)                                                |
| Le vase rose du salon             | Pilote n° 69, 16 février 1961                                                                                                   | Les Récrés du petit Nicolas (1961)                                                |
| À la récré, on se bat             | Pilote n° 63, 5 janvier 1961 (sous le titre On se bat)                                                                          | Les Récrés du petit Nicolas (1961)                                                |
| King                              | Pilote n° 88, 29 juin 1961 | Les Récrés du petit Nicolas (1961)                                                |
| L'appareil photo                  | Pilote n° 62, 29 décembre 1960 (sous le titre Clic)                                                                             | Les Récrés du petit Nicolas (1961)                                                |
| Le football                       | Pilote n° 78, 20 avril 1961 (sous le titre C'est pour dimanche prochain !)                                                      | Les Récrés du petit Nicolas (1961)                                                |
| 1re mi-temps                      | Pilote n° 79, 27 avril 1961 (sous le titre Le grand match : première mi-temps)                                                  | Les Récrés du petit Nicolas (1961)                                                |
| 2e mi-temps                       | Pilote n° 80, 4 mai 1961 (sous le titre Le grand match : deuxième mi-temps)                                                     | Les Récrés du petit Nicolas (1961)                                                |
| Le musée de peintures             | Pilote n° 2, 5 novembre 1959 | Les Récrés du petit Nicolas (1961)                                                |
| Le défilé                         | Pilote n° 64, 12 janvier 1961                                                                                                   | Les Récrés du petit Nicolas (1961)                                                |
| Les boy-scouts                    | Pilote n° 52, 20 octobre 1960                                                                                                   | Les Récrés du petit Nicolas (1961)                                                |
| Le bras de Clotaire               | Pilote n° 36, 30 juin 1960 (sous le titre C'est pas juste)                                                                      | Les Récrés du petit Nicolas (1961)                                                |
| On a fait un test                 | Pilote n° 71, 2 mars 1961 (sous le titre Le dispensaire)                                                                        | Les Récrés du petit Nicolas (1961)                                                |
| La distribution des prix          | Pilote n° 40, 28 juillet 1960 (sous le titre On a eu des prix)                                                                  | Les Récrés du petit Nicolas (1961)                                                |
| C'est papa qui décide             | Pilote n° 42, 11 août 1960 (sous le titre On part en vacances)                                                                  | Les Vacances du Petit Nicolas (1962)                                              |
| La plage, c'est chouette          | Sud-Ouest Dimanche, 24 juillet 1960. Pilote n° 44, 25 août 1960 (sous le titre À la plage)                                      | Les Vacances du Petit Nicolas (1962)                                              |
| Le boute-en-train                 | Sud-Ouest Dimanche, 7 août 1960. Pilote n° 45, 1er septembre 1960                                                               | Les Vacances du Petit Nicolas (1962)                                              |
| L'île des Embruns                 | Sud-Ouest Dimanche, 21 août 1960. Pilote n° 47, 15 septembre 1960                                                               | Les Vacances du Petit Nicolas (1962)                                              |
| La gym                            | Sud-Ouest Dimanche, 14 août 1960. Pilote n° 46, 8 septembre 1960                                                                | Les Vacances du Petit Nicolas (1962)                                              |
| Le golf miniature                 | Sud-Ouest Dimanche, 28 août 1960. Pilote n° 48, 22 septembre 1960                                                               | Les Vacances du Petit Nicolas (1962)                                              |
| On a joué à la marchande          | Sud-Ouest Dimanche, 4 septembre 1960. Pilote n° 49, 29 septembre 1960                                                           | Les Vacances du Petit Nicolas (1962)                                              |
| On est rentrés                    | Pilote n° 50, 6 octobre 1960 | Les Vacances du Petit Nicolas (1962)                                              |
| Il faut être raisonnable          | Pilote n° 94, 10 aout 1961 | Les Vacances du Petit Nicolas (1962)                                              |
| Le Départ                         | Sud-Ouest Dimanche, 30 juillet 1961.                                                                                            | Les Vacances du Petit Nicolas (1962)                                              |
| Courage !                         | Sud-Ouest Dimanche, 23 juillet 1961. Pilote n° 95, 17 août 1961.                                                                | Les Vacances du Petit Nicolas (1962)                                              |
| La Baignade                       | Sud-Ouest Dimanche, 6 août 1961. Pilote n° 96, 24 août 1961.                                                                    | Les Vacances du Petit Nicolas (1962)                                              |
| La Pointe des Bourrasques         | Sud-Ouest Dimanche, 13 août 1961. Pilote n° 97, 31 août 1961.                                                                   | Les Vacances du Petit Nicolas (1962)                                              |
| La Sieste                         | Pilote n° 98, 7 septembre 1961.                                                                                                 | Les Vacances du Petit Nicolas (1962)                                              |
| Jeu de nuit                       | Sud-Ouest Dimanche, 27 août 1961. Pilote n° 99, 14 septembre 1961.                                                              | Les Vacances du Petit Nicolas (1962)                                              |
| La Soupe de poisson               | Sud-Ouest Dimanche, 3 septembre 1961. Pilote n° 100, 21 septembre 1961.                                                         | Les Vacances du Petit Nicolas (1962)                                              |
| Crépin a des visites              | Pilote n° 101, 28 septembre 1961.                                                                                               | Les Vacances du Petit Nicolas (1962)                                              |
| Souvenirs de vacances             | Sud-Ouest Dimanche, 17 septembre 1961. Pilote n° 102, 5 octobre 1961 (sous le titre Les vacances sont finies).                  | Les Vacances du Petit Nicolas (1962)                                              |
| La veillée d'adieu                | Histoire écrite en 1960-1961, inédite en recueil ou dans la presse du vivant de René Goscinny. Le Figaro magazine, 17 mai 2013. | Les Vacances du Petit Nicolas (parue dans l'édition 2013 de Imav)                 |
| Clotaire a des lunettes!          | Pilote n° 162, 29 novembre 1962 (sous le titre Les lunettes de Clotaire).                                                       | Le Petit Nicolas et les Copains (1963)                                            |
| Le chouette bol d'air             | Pilote n° 135, 24 mai 1962 (sous le titre Sam suffit)                                                                           | Le Petit Nicolas et les Copains (1963)                                            |
| Les crayons de couleur            | Pilote n° 126, 22 mars 1962 | Le Petit Nicolas et les Copains (1963)                                            |
| Les campeurs                      | Pilote n° 145, 2 aout 1962 | Le Petit Nicolas et les Copains (1963)                                            |
| On a parlé dans la radio          | Pilote n° 115, 4 janvier 1962                                                                                                   | Le Petit Nicolas et les Copains (1963)                                            |
| Marie-Edwige                      | Pilote n° 116, 11 janvier 1962 (sous le titre On n'a pas été gentils avec Marie-Edwige).                                        | Le Petit Nicolas et les Copains (1963)                                            |
| Philatélies                       | Pilote n° 165, 13 décembre 1962 (sous le titre Les philatélistes).                                                              | Le Petit Nicolas et les Copains (1963)                                            |
| Maixent le magicien               | Pilote n° 134, 17 mai 1962 | Le Petit Nicolas et les Copains (1963)                                            |
| La pluie                          | Pilote n° 131, 26 avril 1962 | Le Petit Nicolas et les Copains (1963)                                            |
| Les échecs                        | Pilote n° 137, 7 juin 1962 | Le Petit Nicolas et les Copains (1963)                                            |
| Les docteurs                      | Pilote n° 136, 31 mai 1962 (sous le titre Match nul)                                                                            | Le Petit Nicolas et les Copains (1963)                                            |
| La nouvelle librairie             | Pilote n° 113, 21 décembre 1961                                                                                                 | Le Petit Nicolas et les Copains (1963)                                            |
| Rufus est malade                  | Pilote n° 114, 28 décembre 1961                                                                                                 | Le Petit Nicolas et les Copains (1963)                                            |
| Les athlètes                      | Pilote n° 140, 28 juin 1962 | Le Petit Nicolas et les Copains (1963)                                            |
| Le code secret                    | Pilote n° 107, 9 novembre 1961                                                                                                  | Le Petit Nicolas et les Copains (1963)                                            |
| L'anniversaire de Marie-Edwige    | Pilote n° 167, 3 janvier 1963                                                                                                   | Le Petit Nicolas et les Copains (1963)                                            |
| Joachim a des ennuis              | Pilote n° 171, 31 janvier 1963                                                                                                  | Joachim a des ennuis (1964)                                                       |
| La lettre                         | Pilote n° 186, 16 mai 1963 | Joachim a des ennuis (1964)                                                       |
| La valeur de l'argent             | Pilote n° 87, 22 juin 1961 | Joachim a des ennuis (1964)                                                       |
| On fait le marché avec Papa       | Pilote n° 61, 22 décembre 1960 (sous le titre On a fait des économies)                                                          | Joachim a des ennuis (1964)                                                       |
| Les chaises                       | Pilote n° 174, 21 février 1963 (sous le titre La buanderie)                                                                     | Joachim a des ennuis (1964)                                                       |
| La lampe de poche                 | Pilote n° 180, 4 avril 1963 | Joachim a des ennuis (1964)                                                       |
| La roulette                       | Pilote n° 177, 14 mars 1963 | Joachim a des ennuis (1964)                                                       |
| La visite de Mémé                 | Pilote n° 198, 8 août 1963 | Joachim a des ennuis (1964)                                                       |
| Leçon de code                     | Pilote n° 206, 3 octobre 1963 (sous le titre Le code)                                                                           | Joachim a des ennuis (1964)                                                       |
| Leçon de choses                   | Pilote n° 196, 25 juillet 1963 (sous le titre La leçon de choses)                                                               | Joachim a des ennuis (1964)                                                       |
| À la bonne franquette             | Pilote n° 146, 9 aout 1962 | Joachim a des ennuis (1964)                                                       |
| La tombola                        | Pilote n° 176, 7 mars 1963 | Joachim a des ennuis (1964)                                                       |
| L'insigne                         | Pilote n° 182, 18 avril 1963 | Joachim a des ennuis (1964)                                                       |
| Le message secret                 | Pilote n° 192, 27 juin 1963 (sous le titre Le message)                                                                          | Joachim a des ennuis (1964)                                                       |
| Jonas                             | Pilote n° 202, 5 septembre 1963                                                                                                 | Joachim a des ennuis (1964)                                                       |
| La craie                          | Pilote n° 194, 11 juillet 1963 (sous le titre Le bâton de craie)                                                                | Joachim a des ennuis (1964)                                                       |
| On va rentrer                     | Pilote n° 309, 23 septembre 1965                                                                                                | Histoires inédites du Petit Nicolas - volume 1 (2004)                             |
| Les invincibles                   | Pilote n° 57, 24 novembre 1960                                                                                                  | Histoires inédites du Petit Nicolas - volume 1 (2004)                             |
| La cantine                        | Pilote n° 166, 27 décembre 1962                                                                                                 | Histoires inédites du Petit Nicolas - volume 1 (2004)                             |
| Souvenirs doux et frais           | Pilote n° 109, 23 novembre 1961                                                                                                 | Histoires inédites du Petit Nicolas - volume 1 (2004)                             |
| La maison de Geoffroy             | Pilote n° 19, 3 mars 1960 | Histoires inédites du Petit Nicolas - volume 1 (2004)                             |
| Excuses                           | Pilote n° 216, 12 décembre 1963                                                                                                 | Histoires inédites du Petit Nicolas - volume 1 (2004)                             |
| (1611-1673)                       | Pilote n° 124, 8 mars 1962 | Histoires inédites du Petit Nicolas - volume 1 (2004)                             |
| Le chouette lapin                 | Pilote n° 170, 24 janvier 1963                                                                                                  | Histoires inédites du Petit Nicolas - volume 1 (2004)                             |
| L'anniversaire de Clotaire        | Pilote n° 16, 11 février 1960                                                                                                   | Histoires inédites du Petit Nicolas - volume 1 (2004)                             |
| Ça y est, on l'a!                 | Pilote n° 17, 18 février 1960                                                                                                   | Histoires inédites du Petit Nicolas - volume 1 (2004)                             |
| La leçon                          | Pilote n° 141, 5 juillet 1962                                                                                                   | Histoires inédites du Petit Nicolas - volume 1 (2004)                             |
| La nouvelle                       | Pilote n° 235, 23 avril 1964 | Histoires inédites du Petit Nicolas - volume 1 (2004)                             |
| Clotaire déménage                 | Pilote n° 239, 21 mai 1964 | Histoires inédites du Petit Nicolas - volume 1 (2004)                             |
| Les barres                        | Pilote n° 127, 29 mars 1962 | Histoires inédites du Petit Nicolas - volume 1 (2004)                             |
| Bonbon                            | | Histoires inédites du Petit Nicolas - volume 1 (2004)                             |
| On ne nous a pas fait honte       | Pilote n° 121, 15 février 1962                                                                                                  | Histoires inédites du Petit Nicolas - volume 1 (2004)                             |
| M. Mouchabière nous surveille     | Pilote n° 81, 11 mai 1961 | Histoires inédites du Petit Nicolas - volume 1 (2004)                             |
| Pan!                              | Pilote n° 51, 13 octobre 1960                                                                                                   | Histoires inédites du Petit Nicolas - volume 1 (2004)                             |
| La quarantaine                    | Pilote n° 70, 23 février 1961                                                                                                   | Histoires inédites du Petit Nicolas - volume 1 (2004)                             |
| Le château fort                   | Pilote n° 143, 19 juillet 1962                                                                                                  | Histoires inédites du Petit Nicolas - volume 1 (2004)                             |
| Le cirque                         | Pilote n° 55, 10 novembre 1960                                                                                                  | Histoires inédites du Petit Nicolas - volume 1 (2004)                             |
| La pomme                          | Pilote n° 161, 22 novembre 1962                                                                                                 | Histoires inédites du Petit Nicolas - volume 1 (2004)                             |
| Les jumelles                      | Pilote n° 188, 30 mai 1963 | Histoires inédites du Petit Nicolas - volume 1 (2004)                             |
| La punition                       | Pilote n° 262, 29 octobre 1964                                                                                                  | Histoires inédites du Petit Nicolas - volume 1 (2004)                             |
| Tonton Eugène                     | Pilote n° 123, 1er mars 1962 | Histoires inédites du Petit Nicolas - volume 1 (2004)                             |
| La fête foraine                   | Pilote n° 128, 5 avril 1962 | Histoires inédites du Petit Nicolas - volume 1 (2004)                             |
| Les devoirs                       | Pilote n° 117, 18 janvier 1962                                                                                                  | Histoires inédites du Petit Nicolas - volume 1 (2004)                             |
| Flatch flatch                     | Pilote n° 125, 15 mars 1962 | Histoires inédites du Petit Nicolas - volume 1 (2004)                             |
| Le repas de famille               | Pilote n° 133, 10 mai 1962 | Histoires inédites du Petit Nicolas - volume 1 (2004)                             |
| La tarte aux pommes               | Pilote n° 58, 1er décembre 1960                                                                                                 | Histoires inédites du Petit Nicolas - volume 1 (2004)                             |
| On me garde                       | Pilote n° 25, 14 avril 1960 | Histoires inédites du Petit Nicolas - volume 1 (2004)                             |
| Je fais des tas de cadeaux        | Pilote n° 223, 30 janvier 1964                                                                                                  | Histoires inédites du Petit Nicolas - volume 1 (2004)                             |
| Les nouveaux voisins              | Pilote n° 82, 18 mai 1961 | Histoires inédites du Petit Nicolas - volume 1 (2004)                             |
| La bonne surprise                 | Pilote n° 84, 1er juin 1961 | Histoires inédites du Petit Nicolas - volume 1 (2004)                             |
| Tuuuuut!                          | Pilote n° 33, 9 juin 1960 | Histoires inédites du Petit Nicolas - volume 1 (2004)                             |
| Les dames                         | | Histoires inédites du Petit Nicolas - volume 1 (2004)                             |
| La trompette                      | Pilote n° 10, 31 décembre 1959                                                                                                  | Histoires inédites du Petit Nicolas - volume 1 (2004)                             |
| Maman va à l'école                | Pilote n° 215, 5 décembre 1963                                                                                                  | Histoires inédites du Petit Nicolas - volume 1 (2004)                             |
| La rédaction                      | Pilote n° 130, 19 avril 1962 | Histoires inédites du Petit Nicolas - volume 1 (2004)                             |
| On a apprivoisé M. Courteplaque   | Pilote n° 83, 25 mai 1961 | Histoires inédites du Petit Nicolas - volume 1 (2004)                             |
| Je suis le meilleur               | Pilote n° 56, 17 novembre 1960                                                                                                  | Histoires inédites du Petit Nicolas - volume 1 (2004)                             |
| Le croquet                        | Pilote n° 72, 9 mars 1961 | Histoires inédites du Petit Nicolas - volume 1 (2004)                             |
| Sylvestre                         | Pilote n° 144, 26 juillet 1962                                                                                                  | Histoires inédites du Petit Nicolas - volume 1 (2004)                             |
| Je fais de l'ordre                | Pilote n° 9, 24 décembre 1959                                                                                                   | Histoires inédites du Petit Nicolas - volume 1 (2004)                             |
| Le gros z'éléphant                | Pilote n° 118, 25 janvier 1962                                                                                                  | Histoires inédites du Petit Nicolas - volume 1 (2004)                             |
| Des tas de probité                | Pilote n° 251, 13 août 1964 | Histoires inédites du Petit Nicolas - volume 1 (2004)                             |
| Le médicament                     | Pilote n° 231, 26 mars 1964 | Histoires inédites du Petit Nicolas - volume 1 (2004)                             |
| On a fait des courses             | Pilote n° 18, 25 février 1960                                                                                                   | Histoires inédites du Petit Nicolas - volume 1 (2004)                             |
| Le bureau de papa                 | Pilote n° 34, 16 juin 1960 | Histoires inédites du Petit Nicolas - volume 1 (2004)                             |
| Nos papas sont copains            | Pilote n° 181, 11 avril 1963 | Histoires inédites du Petit Nicolas - volume 1 (2004)                             |
| Anselme et Odile Patmouille       | Pilote n° 86, 15 juin 1961 | Histoires inédites du Petit Nicolas - volume 1 (2004)                             |
| Allô!                             | Pilote n° 65, 19 janvier 1961                                                                                                   | Histoires inédites du Petit Nicolas - volume 1 (2004)                             |
| La séance de cinéma               | Sud-Ouest Dimanche, 7 juin 1959. Pilote n° 0, 1er juin 1959. Pilote n° 1, 29 octobre 1959.                                      | Histoires inédites du Petit Nicolas - volume 1 (2004)                             |
| L'anniversaire de papa            | Pilote n° 129, 12 avril 1962 | Histoires inédites du Petit Nicolas - volume 1 (2004)                             |
| La bonne blague                   | Pilote n° 200, 28 août 1963 | Histoires inédites du Petit Nicolas - volume 1 (2004)                             |
| Papa a des tas d'agonie           | Pilote n° 30, 19 mai 1960 | Histoires inédites du Petit Nicolas - volume 1 (2004)                             |
| On part en vacances               | Pilote n° 39, 21 juillet 1960                                                                                                   | Histoires inédites du Petit Nicolas - volume 1 (2004)                             |
| En voiture!                       | Pilote n° 43, 18 aout 1960 | Histoires inédites du Petit Nicolas - volume 1 (2004)                             |
| Le voyage en Espagne              | Pilote n° 168, 10 janvier 1963                                                                                                  | Histoires inédites du Petit Nicolas - volume 1 (2004)                             |
| Mots croisés                      | | Histoires inédites du Petit Nicolas - volume 1 (2004)                             |
| Signes de piste                   | Pilote n° 184, 2 mai 1963 | Histoires inédites du Petit Nicolas - volume 1 (2004)                             |
| Les merveilles de la nature       | Pilote n° 110, 30 novembre 1961                                                                                                 | Histoires inédites du Petit Nicolas - volume 1 (2004)                             |
| Tout seul!                        | Pilote n° 225, 13 février 1964                                                                                                  | Histoires inédites du Petit Nicolas - volume 1 (2004)                             |
| Le voyage de Geoffroy             | Pilote n° 273, 14 janvier 1965                                                                                                  | Histoires inédites du Petit Nicolas - volume 1 (2004)                             |
| Au chocolat et à la fraise        | Pilote n° 92, 27 juillet 1961                                                                                                   | Histoires inédites du Petit Nicolas - volume 1 (2004)                             |
| Pamplemousse                      | Pilote n° 108, 16 novembre 1961                                                                                                 | Histoires inédites du Petit Nicolas - volume 1 (2004)                             |
| On est allé au restaurant         | Pilote n° 68, 9 février 1961 | Histoires inédites du Petit Nicolas - volume 1 (2004)                             |
| Surprise!                         | Pilote n° 73, 16 mars 1961 | Histoires inédites du Petit Nicolas - volume 1 (2004)                             |
| Le zoo                            | Pilote n° 3, 12 novembre 1959                                                                                                   | Histoires inédites du Petit Nicolas - volume 1 (2004)                             |
| Iso                               | Pilote n° 229, 12 mars 1964 | Histoires inédites du Petit Nicolas - volume 1 (2004)                             |
| La récompense                     | Pilote n° 204, 19 septembre 1963                                                                                                | Histoires inédites du Petit Nicolas - volume 1 (2004)                             |
| Papa s'empâte drôlement           | Pilote n° 53, 27 octobre 1960                                                                                                   | Histoires inédites du Petit Nicolas - volume 1 (2004)                             |
| Comme un grand                    | Pilote n° 89, 6 juillet 1961 | Histoires inédites du Petit Nicolas - volume 1 (2004)                             |
| Ce que nous ferons plus tard      | Pilote n° 237, 7 mai 1964 | Histoires inédites du Petit Nicolas - volume 1 (2004)                             |
| Un vrai petit homme               | Pilote n° 178, 21 mars 1963 | Histoires inédites du Petit Nicolas - volume 1 (2004)                             |
| La dent                           | Pilote n° 241, 4 juin 1964 | Histoires inédites du Petit Nicolas - volume 1 (2004)                             |
| Tout ça, c'est des blagues!       | Pilote n° 139, 21 juin 1962 | Histoires inédites du Petit Nicolas - volume 1 (2004)                             |
| Les beaux-frères                  | Pilote n° 227, 27 février 1964                                                                                                  | Histoires inédites du Petit Nicolas - volume 1 (2004)                             |
| Le gros mot                       | Pilote n° 243, 18 juin 1964 | Histoires inédites du Petit Nicolas - volume 1 (2004)                             |
| Avant Noël, c'est chouette!       | | Histoires inédites du Petit Nicolas - volume 1 (2004)                             |
| Cher Père Noël                    | Pilote n° 112, 14 décembre 1961                                                                                                 | Histoires inédites du Petit Nicolas - volume 2 (2006)                             |
| Le Noël de Nicolas                | Pilote n° 60, 15 décembre 1960                                                                                                  | Histoires inédites du Petit Nicolas - volume 2 (2006)                             |
| Les patins                        | Pilote n° 35, 23 juin 1960 | Histoires inédites du Petit Nicolas - volume 2 (2006)                             |
| Notre maison                      | Pilote n° 105, 26 octobre 1961                                                                                                  | Histoires inédites du Petit Nicolas - volume 2 (2006)                             |
| Chez le coiffeur                  | Pilote n° 21, 17 mars 1960 | Histoires inédites du Petit Nicolas - volume 2 (2006)                             |
| Le magicien                       | Pilote n° 245, 2 juillet 1964                                                                                                   | Histoires inédites du Petit Nicolas - volume 2 (2006)                             |
| La composition d'arithmétique     | | Histoires inédites du Petit Nicolas - volume 2 (2006)                             |
| Le bateau de Geoffroy             | Pilote n° 54, 3 novembre 1960                                                                                                   | Histoires inédites du Petit Nicolas - volume 2 (2006)                             |
| J'aide drôlement                  | Pilote n° 41, 4 aout 1960 | Histoires inédites du Petit Nicolas - volume 2 (2006)                             |
| Nicolas et Blédurt                | Pilote n° 13, 21 janvier 1960                                                                                                   | Histoires inédites du Petit Nicolas - volume 2 (2006)                             |
| Les ouvriers                      | Pilote n° 77, 13 avril 1961 | Histoires inédites du Petit Nicolas - volume 2 (2006)                             |
| Les brioches                      | Pilote n° 221, 16 janvier 1964                                                                                                  | Histoires inédites du Petit Nicolas - volume 2 (2006)                             |
| Rugby à XV                        | Pilote n° 172, 7 février 1963                                                                                                   | Histoires inédites du Petit Nicolas - volume 2 (2006)                             |
| On a eu du cinéma                 | Pilote n° 59, 8 décembre 1960                                                                                                   | Histoires inédites du Petit Nicolas - volume 2 (2006)                             |
| Mémé                              | Pilote n° 67, 2 février 1961 | Histoires inédites du Petit Nicolas - volume 2 (2006)                             |
| La mutinerie                      | Pilote n° 255, 10 septembre 1964                                                                                                | Histoires inédites du Petit Nicolas - volume 2 (2006)                             |
| Le dentiste                       | | Histoires inédites du Petit Nicolas - volume 2 (2006)                             |
| Hoplà!                            | Pilote n° 119, 1er février 1962                                                                                                 | Histoires inédites du Petit Nicolas - volume 2 (2006)                             |
| Le mariage de Martine             | Pilote n° 183, 25 avril 1963 | Histoires inédites du Petit Nicolas - volume 2 (2006)                             |
| La piscine                        | Pilote n° 213, 21 novembre 1963                                                                                                 | Histoires inédites du Petit Nicolas - volume 2 (2006)                             |
| Les bonbons                       | Pilote n° 163, 6 décembre 1962                                                                                                  | Histoires inédites du Petit Nicolas - volume 2 (2006)                             |
| Je me cire                        | Pilote n° 91, 20 juillet 1961                                                                                                   | Histoires inédites du Petit Nicolas - volume 2 (2006)                             |
| On a visité le chocolat           | Pilote n° 219, 2 janvier 1964                                                                                                   | Histoires inédites du Petit Nicolas - volume 2 (2006)                             |
| Le bassin                         | Pilote n° 190, 13 juin 1963 | Histoires inédites du Petit Nicolas - volume 2 (2006)                             |
| Le puzzle                         | Pilote n° 208, 17 octobre 1963                                                                                                  | Histoires inédites du Petit Nicolas - volume 2 (2006)                             |
| Le tas de sable                   | Pilote n° 90, 13 juillet 1961                                                                                                   | Histoires inédites du Petit Nicolas - volume 2 (2006)                             |
| Le pique-nique                    | Pilote n° 11, 7 janvier 1960 | Histoires inédites du Petit Nicolas - volume 2 (2006)                             |
| Le Bouillon n'aime pas la glace   | Pilote n° 138, 14 juin 1962 | Histoires inédites du Petit Nicolas - volume 2 (2006)                             |
| Je fais des courses               | Pilote n° 6, 3 décembre 1959 | Histoires inédites du Petit Nicolas - volume 2 (2006)                             |
| La corrida                        | Pilote n° 142, 12 juillet 1962                                                                                                  | Histoires inédites du Petit Nicolas - volume 2 (2006)                             |
| Le plombier                       | Pilote n° 247, 16 juillet 1964                                                                                                  | Histoires inédites du Petit Nicolas - volume 2 (2006)                             |
| Le stylo                          | Pilote n° 104, 19 octobre 1961                                                                                                  | Histoires inédites du Petit Nicolas - volume 2 (2006)                             |
| Barbe-Rouge                       | Pilote n° 103, 12 octobre 1961                                                                                                  | Histoires inédites du Petit Nicolas - volume 2 (2006)                             |
| Seul!                             | Pilote n° 295, 17 juin 1965 | Histoires inédites du Petit Nicolas - volume 2 (2006)                             |
| La neige                          | Pilote n° 169, 17 janvier 1963                                                                                                  | Histoires inédites du Petit Nicolas - volume 2 (2006)                             |
| On tourne!                        | Pilote n° 111, 7 décembre 1961                                                                                                  | Histoires inédites du Petit Nicolas - volume 2 (2006)                             |
| Une surprise pour mémé            | | Histoires inédites du Petit Nicolas - volume 2 (2006)                             |
| Les invités                       | Pilote n° 66, 26 janvier 1961                                                                                                   | Histoires inédites du Petit Nicolas - volume 2 (2006)                             |
| Le vitrier                        | Pilote n° 122, 22 février 1962                                                                                                  | Histoires inédites du Petit Nicolas - volume 2 (2006)                             |
| Le barbecue                       | Pilote n° 93, 3 aout 1961 | Histoires inédites du Petit Nicolas - volume 2 (2006)                             |
| Le réfrigérateur                  | Pilote n° 106, 2 novembre 1961                                                                                                  | Histoires inédites du Petit Nicolas - volume 2 (2006)                             |
| La pétanque                       | Pilote n° 164, 13 décembre 1962                                                                                                 | Histoires inédites du Petit Nicolas - volume 2 (2006)                             |
| Le miroir                         | Pilote n° 173, 14 février 1963                                                                                                  | Histoires inédites du Petit Nicolas - volume 2 (2006)                             |
| La tondeuse à gazon               | Pilote n° 132, 3 mai 1962 | Histoires inédites du Petit Nicolas - volume 2 (2006)                             |
| Mes vacances de Pâques            | | Histoires inédites du Petit Nicolas - volume 2 (2006)                             |
| L'Œuf de Pâques                   | 29 mars 1959 Pilote n° 75, 30 mars 1961                                                                                         | Le Ballon et Autres Histoires inédites (2009)                                     |
| Le Pull-over                      | | Le Ballon et Autres Histoires inédites (2009)                                     |
| La Télé chez Clotaire             | | Le Ballon et Autres Histoires inédites (2009)                                     |
| Le Concours                       | | Le Ballon et Autres Histoires inédites (2009)                                     |
| La Nouvelle épicerie              | Pilote n° 120, 8 février 1962 Lire hors série, novembre 2007                                                                    | Le Ballon et Autres Histoires inédites (2009)                                     |
| La Visite                         | | Le Ballon et Autres Histoires inédites (2009)                                     |
| Un vrai cirque!                   | | Le Ballon et Autres Histoires inédites (2009)                                     |
| Le Ballon                         | Sud-Ouest Dimanche, 29 mars 1959.                                                                                               | Le Ballon et Autres Histoires inédites (2009)                                     |
| École de loyauté                  | | Le Ballon et Autres Histoires inédites (2009)                                     |
| Le Théâtre                        | | Le Ballon et Autres Histoires inédites (2009)                                     |
| Nicolas vous présente Pilote      | Paru dans le numéro 224 du journal Pilote                                                                                       | Édité dans Les Plus Belles Histoires de "Pilote", Tome 1 : de 1960 à 1969 (2012). |
| Nicolas TV                        | Tapuscrit d’histoire inédite | Non-publié                                                                        |